# Cao Anh
Cao Anh (chữ Hán: 高英, ? - 518) là Hoàng hậu thứ hai của Bắc Ngụy Tuyên Vũ Đế trong lịch sử Trung Quốc..

## Tiểu sử
Cha của Cao Anh là Cao Yển (高偃), vốn là em trai của Cao Chiếu Dung (高照容), phi tần của Bắc Ngụy Hiếu Văn Đế, mẹ ruột của Tuyên Vũ Đế (sau được truy phong Hiếu Văn Chiêu hoàng hậu). Em trai Cao Yển là đại thần Cao Triệu (高肇), chú của Cao Anh và là cậu ruột Tuyên Vũ Đế.
Xét vai vế gia tộc, Cao Anh là cháu gọi Hiếu Văn Chiêu hoàng hậu bằng cô, và là biểu muội của Tuyên Vũ Đế.

## Hoàng hậu
Không rõ năm Cao Anh trở thành phi tần của Tuyên Vũ Đế, chỉ biết bà được sơ phong Quý tần (貴嬪). Vu hoàng hậu, hoàng hậu đầu tiên của Tuyên Vũ Đế bị thất sủng bởi Cao quý tần. Chú bà Cao Triệu (高肇) trở thành đại thần có quyền lực cao trong triều.
Vào mùa đông năm 507, Vu hậu đột ngột qua đời. Đầu năm 508, con trai của Vu hậu là Nguyên Xương (元昌) cũng đột tử. Nguyên Xương cũng là con trai duy nhất của Tuyên Vũ Đế vào thời điểm đó. Bấy giờ thế lực của Cao Triệu đang rất hùng mạnh, cháu gái ông là Cao quý tần lại rất được Tuyên Vũ Đế sủng ái, nên có nghi án Cao Triệu và Cao quý tần đã ám hại mẫu tại Hoàng hậu, tuy nhiên không có bằng chứng để kết luận.
Năm 508, Tuyên Vũ Đế lập Cao quý tần làm Kế hậu. Cao hoàng hậu là người cực kỳ ghen tuông với các phi tần được hoàng đế sủng hạnh. Bà hạ sinh một bé trai chết yểu và một con gái là Kiến Đức công chúa (建德公主).
Năm 510, Hồ sung hoa hạ sinh một bé trai, đặt tên Nguyên Hủ (元詡). Do nhiều hoàng tử của Tuyên Vũ Đế đều mất khi còn nhỏ, ông đã cẩn thận lựa chọn một số bà mẹ có kinh nghiệm để làm nhũ mẫu cho Nguyên Hủ. Đến mùa đông năm 512, Tuyên Vũ Đế lập Nguyên Hủ làm Hoàng thái tử, bãi bỏ phong tục của hoàng tộc Bắc Ngụy là ép mẹ đẻ của Thái tử tự sát, vì thế Hồ thị may mắn không chết.

## Hoàng thái hậu
Vào mùa xuân năm 515, Tuyên Vũ Đế bất ngờ đột tử. Thái tử Nguyên Hủ đã lên ngôi kế vị (tức Bắc Ngụy Hiếu Minh Đế). Cao hậu trở thành Hoàng thái hậu. Hồ thị trở thành Hoàng thái phi.
Sau khi Tuyên Vũ Đế băng hà, Cao Triệu bị mất quyền lực và bị giết chết không lâu sau đó.
Vào lúc Tuyên Vũ đế gần chết, Cao hậu muốn giết chết Hồ thị, nhưng các đại thần trong triều gồm Lưu Đằng và Hầu Cương biết được việc ấy, bèn hỏi ý của Thôi Quang. Thôi Quang muốn bảo vệ Hồ thái phi, nên cho phòng vệ nghiêm ngặt cho Hồ thị, nên bà không bị hại. Đến tháng 3 cùng năm đó, Cao thái hậu rời cung theo nghiệp tu hành tại Dao Quang tự (瑤光寺), do đó Hồ thái phi được lập làm Hoàng Thái hậu vào mùa thu năm 515 và nắm quyền nhiếp chính cho Hiếu Minh Đế mới 6 tuổi.
Cao thái hậu không được phép vào cung ngoại trừ dịp lễ tết. Con gái của Cao thái hậu là Kiến Đức công chúa cũng bị Hồ thái hậu giết chết.
Năm 518, Hồ Thái hậu thấy thiên văn có sự thay đổi khác thường, nghi ngờ Cao thái hậu (đã xuất gia) sẽ là người đe dọa đến mình, bèn bí mật nhân đêm tối sai sát thủ đến giết chết Cao thái hậu. Cao Anh được an táng với lễ nghi của một phật tử.